# Luis Furones Arenas
Abraham Furones, Nació en 1892 en el seno de una familia de labradores en la localidad de Abraveses de Tera (Zamora), fue un sacerdote español y misionero en Centroamérica.
El 28 de octubre de 2007 El padre Abraham Furones fue beatificado en Roma junto a otros 498 mártires españoles en lo que fue la beatificación más numerosa de la historia del Vaticano hasta la fecha. La Iglesia católica conmemora su festividad el 20 de julio.